# Domenico Failutti

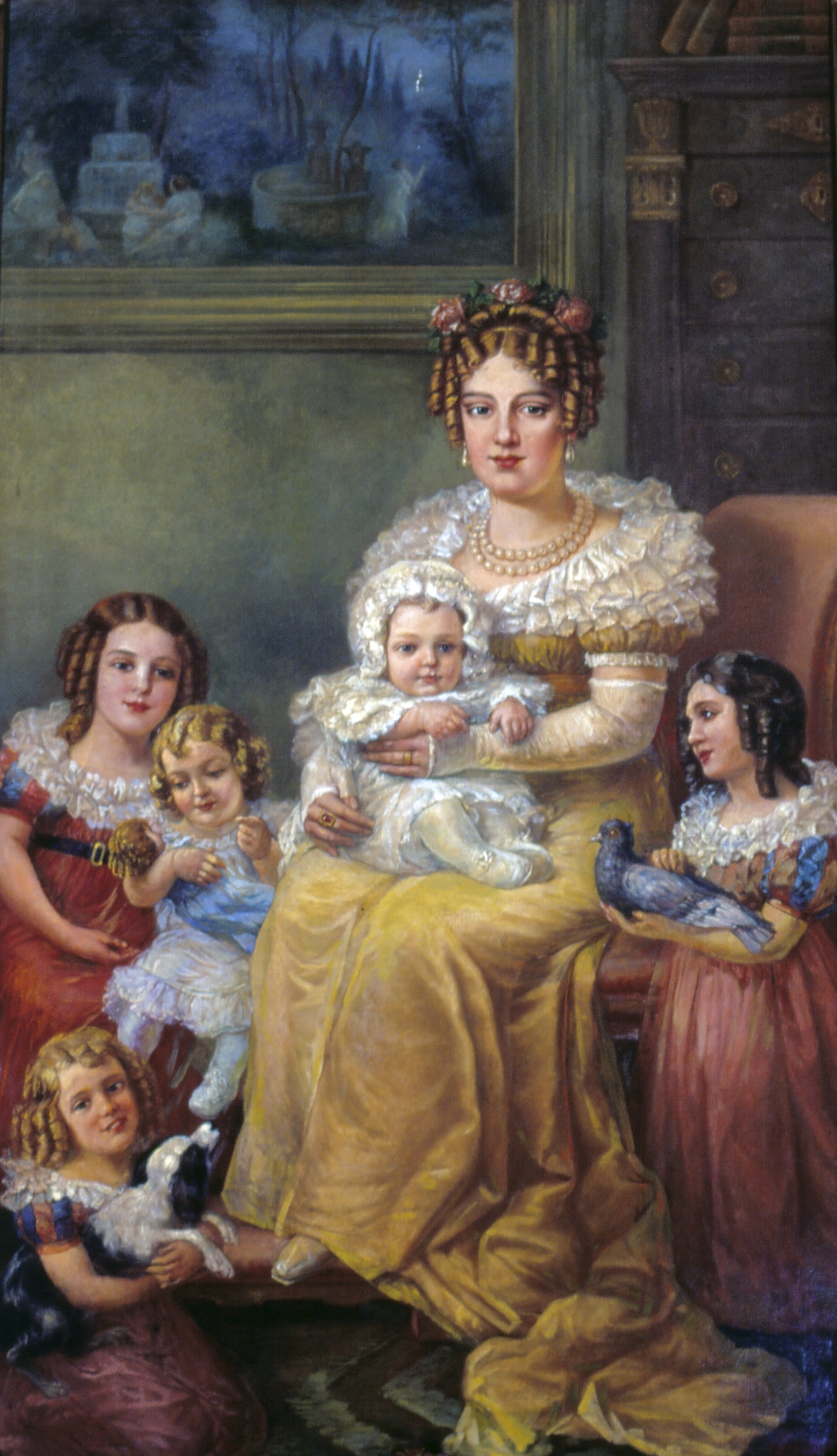
ritratto in abiti ottocenteschi di Maria Leopoldina d'Absburgo con i figli 1921

Domenico Failutti (Zugliano, 1º giugno 1872 – 1923) è stato un pittore italiano, ritrattista di formazione accademica classica.

## Biografia
Domenico Failutti nacque a Zugliano, una frazione di Pozzuolo del Friuli, da Carlo e Eufrasia Fogolin. Fu allievo della Scuola di disegno della Società Operaia di Udine. 
Frequentò poi l'Accademia di Belle Arti di Venezia dove ebbe come maestri Ettore Tito e Antonio Dalzotto elaborando uno stile di impronta classica e, grazie all'influenza di Ettore Tito, una forte predilezione per il ritratto quasi fotografico. 
A Firenze studiò scultura, arte decorativa e plastica. Nei primi anni si dedicò all'insegnamento e alla pittura sacra che affiancò alla ritrattistica in cui eccelleva. Nel 1902 decorò la chiesa di Buttrio. Fu un pittore itinerante.
Visse a Vienna, a Budapest, a Belgrado e fu pittore di corte della famiglia reale del Montenegro a Cettigne. 
Viaggiò negli Stati Uniti, in Argentina, in Uruguay, in Venezuela e in Brasile e ovunque andasse i suoi ritratti riscossero sempre grande successo. Ritrasse quattro papi fra cui Benedetto XV.
Nel 1913 ha vissuto a Montevideo, in Uruguay, dove hai fatto il ritratto del pittore uruguaiano Carlos María Herrera e donato al Museo Nacional de Bellas Artes.
A testimonianza della stima di cui godeva anche in patria, poco prima della prematura morte a soli 51 anni nel 1923, gli fu dedicato un opuscolo edito a Udine.
Pozzuolo del Friuli gli ha dedicato una strada. 

## Opere
- Evangelisti nel coro e due grandi affreschi sulle pareti della chiesa di Buttrio - 1902
- Papa Benedetto XV, ritratto
- Re Nicola I del Montenegro e della moglie Milena - Museo di Cettigne - 1910 c.
- Regina Milena del Montenegro - Museo di Cettigne - 1910 c.
- L'imperatrice del Brasile Leopoldina D'Asburgo ritratta con i suoi figli in abiti ottocenteschi - Museu do Ipiranga San Paolo del Brasile 1921
- La cacciata degli Angeli ribelli – copia da G.B.Tiepolo – parrocchiale di Zugliano - 1922
- Maria Quitéria ritratta in piedi - Museu do Ipiranga San Paolo del Brasile 1920 circa
- Maria, figlia di Olívia Guedes Penteado ritratto